# 宋慧喬
宋慧喬，本名宋慧教（韩语：／ Song Hye-gyo，1981年11月22日—），韓國女演員和模特兒，演出多部韓劇，代表作有《黑暗榮耀》，與宋仲基合演的電視劇《太陽的後裔》，與宋承憲合演的電視劇《藍色生死戀》 、以及與Rain合演的電視劇《浪漫滿屋》，讓她在國際廣為人知，宋慧喬的韓劇在国际上的成功奠定了她作为韩流明星的地位。
在出道時，中文翻譯根據韓文的发音而將她的名字音譯作宋慧喬，而這個譯名亦被中文媒體沿用至今。

## 早期生活及出道經過
宋慧喬是家中的獨生女，之後進入了淑明女子中學以及恩光女子高中繼續她的學業。在1996年，就讀國三的宋慧教參加了仙境smart校服模特兒選拔大賽並得到第1名，擔任該品牌專屬模特，出演了廣告，之後電視臺聯繫了她並通過試鏡成爲演員，正式出道，從而展開了她的演藝生涯 。

## 演藝事業

### 初出道時期
出道初期，宋慧喬飾演一些戲份不多的角色，如在1996年電視劇KBS《初戀》中，她扮演李曉京（李丞涓飾）的家教學生。1998年，她演出的多部SBS電視劇（例如：《我如何呢？》、《白夜3.98》等）為她帶來第1個獎項——SBS情境喜劇部門新人賞。1999年，SBS的情境喜劇《順風婦產科》為她帶來更多的知名度。

### 成名時期
藍色生死戀
2000年，尹錫湖導演挑選一些新人（宋承憲、元斌），做為電視劇之《秋日童話》的主演，其中包括宋慧喬。當年的9月18日，此劇開始在星期一、二，晚上9時50分這時段在KBS第2頻道首播。上映後，觀眾對此劇好評如潮，而且收視率不斷上升。宋慧喬飾演的崔恩熙最後在尹俊熙背上離世的結局令收視創自身新高，達到46.1%。此劇的風潮令劇中的主角走紅，宋慧喬也不例外，她在2001年初的百想藝術大賞中，奪得由觀眾票選的人氣賞，可見其人氣之高。
情定大飯店
時隔5個月，宋慧喬的第2部主演的電視劇《情定大飯店》在2001年4月4日於MBC電視台首播。雖然，宋慧喬在此劇的戲份比不上其他三位主角（金勝友、裴勇俊及宋允兒），但此劇的受歡迎程度及其高收視率（接近40%），亦為她帶來一定的成功。
守謢天使
2001年8月1日，宋慧喬第3部主演的電視劇《守護天使》在SBS電視台播出。此次，宋慧教的戲份比《情定大飯店》更重，她在劇中飾一名未婚媽媽，與金旻鍾飾演的夏泰勇展開一段愛情故事。此劇的受歡迎程度完全不遜於前兩部電視劇，收視亦超過30%，更令宋慧喬在年尾的SBS演技大賞奪得SBSi賞及10大明星賞。
All In 真愛宣言
經過15個月的休息之後，宋慧喬再為SBS電視台拍攝電視劇，與李炳憲合作演出《All In 真愛宣言》，1年多的時間並沒有令宋慧喬的人氣冷卻下來，反而，她與李炳憲這配搭令此劇收視創新高，達到47%。此劇令宋慧教在該年尾的SBS演技大賞首次奪得女子最優秀演技賞及再次奪得10大明星賞。廣告合約如雪片飛來，人氣不斷。
浪漫滿屋
2004年初，宋慧喬與趙顯宰及柳承範首次合作主演SBS電視劇《陽光照耀下》，但是，節目播放後，觀眾反應一般，收視普普通通。
該年中，宋慧喬一改以往楚楚可憐的角色形象，以一個活潑、開朗的人物性格去演繹《浪漫滿屋》中韓智恩這個角色，與韓國當紅歌手Rain合演這套浪漫愛情喜劇。劇集在7月14日首播當晚，收視已達20%以上。隨著劇情的發展，該劇收視屢創新高，結局收視高達40.2%。此劇在各地播放後，引起一片熱潮，令宋慧喬的事業更上一層樓。
那年冬天風在吹
2013年，宋慧喬與趙寅成合演SBS水木劇《那年冬天風在吹》，宋慧喬為戲首次挑戰詮釋盲人，以其真實自然、不著痕跡的純熟演技，深度演繹扮演角色而受到極大關注和好評，更憑此劇獲得APAN Star Awards大賞及「SBS演技大賞」迷你劇部門最優秀女子演技獎。劇中她與趙寅成倆人的「棉花糖之吻」浪漫橋段獲網友推舉為韓劇「最經典的一分鐘」，二人組合更被冠名為「氧氣情侶」。
太陽的後裔
2016年，宋慧喬與宋仲基、《太陽的後裔》，在兩岸四地和亞洲都掀起巨大追看熱潮。而該劇播出時更適逢香港的ViuTV啟播，正式啟播當晚便以粵韓雙語播映第一集，也在當地掀起熱潮。她與宋仲基共同主演了KBS2電視劇《太陽的後裔》。該劇是金恩淑編劇和金元碩編劇歷時三年籌備的先期製作作品。她飾演的薑暮煙是一位即使在極端情況下也珍惜生命尊嚴、履行責任的胸外科醫生，與飾演劉時鎮上尉的宋仲基演繹了一段甜蜜的愛情故事，創下了40%以上的壓倒性收視率，被稱為2016年話題性電視劇，人氣飆升。 2016年12月31日，她榮獲KBS演技大賞總賞、最佳情侶獎、亞洲最佳情侶獎。後期更與男主角宋仲基戲假情真交往、  結婚，惟在2019年6月對外宣佈雙方已正式辦理離婚。
黑暗榮耀
2022年，宋慧喬與李到晛、林智妍主演《黑暗榮耀》，劇中宋慧喬飾演高中被同儕霸凌的文同珢，長大後當上小學老師，並展開復仇計畫。該劇於2022年12月30日於Netflix獨家播出第一季，此劇分成2季，上下季各8集，共16集，第二季將於2023年3月10日於Netflix獨家播出。其在劇中的精湛演出大獲好評，並獲得第59屆百想藝術大獎電視部門女子最優秀演技賞，首度封后。

### 電影發展
《浪漫滿屋》之後，宋慧喬開始她的電影事業。2005年，與車太鉉所合作拍攝的電影《我和我的女友》是她的首部電影作品。宋慧喬在電影中飾演一個身患絕症的高中學生。
宋慧教的第2部電影《黃真伊》，是講述朝鮮王朝的著名藝妓及詩人——黃真伊的生平的一套電影，與劉智泰合作。在此之前，黃真伊這個古代人物曾被改編成電影及電視劇，在宋慧教主演的電影在拍攝期間，電視劇版本率先在2006年10月播放因此，電影版本的黃真伊備受觀眾注目。2007年6月6日，電影正式上映。
2013年，宋慧喬參予的華語電影《一代宗師》上映。接著2014年，宋慧喬陸續接演吳宇森的《太平輪》以及伊能靜導演處女作《我是女王》。
2019年，宣布將與王家衛的公司澤東簽約。

## 個人生活

### 感情生活
宋慧喬第一次對傳媒公開戀情是與《All In 真愛宣言》的拍擋——李炳憲。他們二人被認為是在該劇的拍攝期間擦出愛火，公開戀情後，他們曾一起拍攝廣告、出席傳媒訪問等。但是，他們卻在2004年6月分手。宋慧喬與李炳憲的分手被外間傳出多種不同說法，而他們的經理人公司則說：「工作太忙導致分手。」
在韓劇《他們的世界》裡飾演前後輩編導的韓流明星宋慧喬和玄彬，已由演藝同僚發展為愛情伴侶。與玄彬在2008年12月聯合主演描述電視台節目部故事的韓劇《他們的世界》合作後成為娛樂圈中的好朋友，並於之後發展成戀人關係，朝著「藝壇戀人」的方向發展。兩人於西元2011年3月8日通過各自經理人公司發表聲明，表明於年初正式分手，結束兩年的愛情關係。
2016年，與宋仲基拍攝《太陽的後裔》時因戲結緣，2017年7月5日，透過經紀公司宣布與演員宋仲基結婚。同年10月31日下午3點（UTC+9），在首爾新羅酒店迎賓館舉行婚禮。
2019年6月27日，宣布與宋仲基進行離婚調停。兩人於7月22日透過首爾家庭法院正式解除夫妻關係，結束這段1年8個月的婚姻。

### 捐款給野火受害者緊急救援工作
捐款1億韓元，支持江原道、慶北地區山火災民緊急救援。
韓國紅十字會於2022年3月7日宣布，宋慧喬向紅十字會捐贈了1億韓元。
宋慧喬在捐款的同時，也表達了慰問和支持，表示「希望因山火失去家園的災民們能夠早日恢復正常生活」、「希望這筆捐款能夠幫助到災民和現場救援人員等更多人」。宋慧喬的捐款將透過發生山火的江原道、慶北地區紅十字會分支機構，用於災民緊急救援活動。

## 作品列表

### 電視劇
| 年分   | 電視台  | 劇名            | 角色             | 備註     |
| ------ | ------- | --------------- | ---------------- | -------- |
| 1996年 | KBS     | 初戀            | 正雅             | 女配角   |
| 1997年 | KBS2    | 婚紗            |                  | 女配角   |
| 1998年 | SBS     | 順風婦產科      | 吳慧喬           | 女配角   |
| 1998年 | SBS     | 我如何呢？      | 藝琳             |          |
| 1998年 | SBS     | 白夜3.98        | 洪靜妍的少女時期 |          |
| 1998年 | SBS     | 恐怖的眼睛      |                  |          |
| 1998年 | SBS     | 行進            |                  |          |
| 1998年 | SBS     | 情侶            |                  |          |
| 1998年 | MBC     | 六兄妹          | 恩實             | 女配角   |
| 1999年 | SBS     | 我愛喬妹        |                  | 主演     |
| 1999年 | SBS     | 魅力四射        | 宋慧喬           |          |
| 1999年 | SBS     | 甜蜜新娘        | 金英熙           |          |
| 2000年 | KBS     | 藍色生死戀      | 尹恩熙／崔恩熙   | 主演     |
| 2001年 | MBC     | 情定大飯店      | 金雲熙           |          |
| 2001年 | SBS     | 守護天使        | 鄭笑笑           | 主演     |
| 2003年 | SBS     | All In 真愛宣言 | 閔珠茵           | 主演     |
| 2004年 | SBS     | 陽光照耀下      | 池妍瑜           | 主演     |
| 2004年 | KBS     | 浪漫滿屋        | 韓智恩           | 主演     |
| 2008年 | KBS     | 他們的世界      | 周俊英           | 主演     |
| 2013年 | SBS     | 那年冬天風在吹  | 吳英             | 主演     |
| 2016年 | KBS     | 太陽的後裔      | 姜慕妍           | 主演     |
| 2018年 | tvN     | 男朋友          | 車秀賢           | 主演     |
| 2021年 | SBS     | 現正分手中      | 河英恩           | 主演     |
| 2022年 | Netflix | 黑暗荣耀        | 文同珢           | 主演     |
| 2023年 | Netflix | 黑暗榮耀2       | 文同珢           | 主演     |
| 2025年 | Netflix | 許願吧，精靈    |                  | 特別出演 |
| 待公布 | Netflix | 慢慢地，強烈地  |                  | 主演     |

### 電影
| 年份   | 片名                        | 角色                      |
| ------ | --------------------------- | ------------------------- |
| 1997年 | 《恐怖的瞳孔》（공포의 눈동자）          |                           |
| 2005年 | 《我和我的女友》            | 秀恩                      |
| 2007年 | 《黃真伊》                  | 黃真伊                    |
| 2007年 | 《戀物》（Fetish）                | 淑姬                      |
| 2010年 | 《愛戀3茶花—Love for Sale》 | 宝拉                      |
| 2011年 | 《倒計時》                  | 照片客串                  |
| 2011年 | 《罪爱》                    | 多惠                      |
| 2012年 | 《一代宗師》                | 張永成                    |
| 2014年 | 《噗通噗通我的人生》        | 母親崔美娜                |
| 2014年 | 《太平輪：亂世浮生》        | 周蘊芬                    |
| 2015年 | 《我是女王》                | Annie                     |
| 2015年 | 《太平輪：驚濤摯愛》        | 周蘊芬                    |
| 2025年 | 《黑祭司2：闇黑修女》       | 尤妮娅修女（本名：姜成愛) |

### MV
- 1996年：金秀根（朝鲜语：김수근 (1979년)）《某種約定》
- 2000年：金範洙《思娘》（與宋承憲、池珍熙）
- 2000年：申成宇《異緣》
- 2000年：金範洙《Once Upon A Day》YouTube上的}
- 2012年：宋慧喬＆John Park《Switch》

## 出版書籍
| 年份   | 書名           | 作者   | 出版社     | ISBN                           |
| ------ | -------------- | ------ | ---------- | ------------------------------ |
| 2013年 | 《慧喬的時間》 | 宋慧喬 | 現代出版社 | ISBN 9787514311969（简体中文） |

## 主持
- SBS：《流行歌曲20》
- SBS：《愉快的星期六》
- MBC：《GO我們的天國》
- KBS：《Music Bank》

## 獎項記錄
| 年份 | 頒獎典禮                      | 奬項                                  | 作品                  | 結果 |
| ---- | ----------------------------- | ------------------------------------- | --------------------- | ---- |
| 1998 | 第5屆SBS演技大賞              | 情境喜劇部門新人賞                    | 《我如何呢？》        | 獲獎 |
| 2000 | 第14屆KBS演技大賞             | 女子最優秀演技賞                      | 《藍色生死戀》        | 提名 |
| 2000 | 第14屆KBS演技大賞             | 人氣賞                                | 《藍色生死戀》        | 獲獎 |
| 2000 | 第14屆KBS演技大賞             | 最上鏡賞                              | 《藍色生死戀》        | 獲獎 |
| 2001 | 第37屆百想藝術大獎            | 電視部門 女子新人演技賞               | 《藍色生死戀》        | 提名 |
| 2001 | 第37屆百想藝術大獎            | 電視部門 女子人氣賞                   | 《藍色生死戀》        | 獲獎 |
| 2001 | 第16屆金唱片獎                | 十大明星賞                            | 《Once Upon A Day》   | 獲獎 |
| 2001 | 第16屆SBS演技大賞             | 十大明星賞                            | 《守護天使》          | 獲獎 |
| 2001 | 第16屆SBS演技大賞             | SBSi賞                                | 《守護天使》          | 獲獎 |
| 2001 | 第23屆十大中文金曲頒獎音樂會  | 韓國頂級明星賞                        | 不適用                | 獲獎 |
| 2003 | 第10屆SBS演技大賞             | 女子最優秀演技賞                      | 《All In 真愛宣言》   | 獲獎 |
| 2003 | 第10屆SBS演技大賞             | 十大明星賞                            | 《All In 真愛宣言》   | 獲獎 |
| 2004 | 第11屆SBS演技大賞             | 女子最優秀演技賞                      | 《浪漫滿屋》          | 提名 |
| 2004 | 第11屆SBS演技大賞             | 女子特別企劃劇優秀演技賞              | 《浪漫滿屋》          | 提名 |
| 2004 | 第18屆KBS演技大賞             | 女子最優秀演技賞                      | 《浪漫滿屋》          | 獲獎 |
| 2004 | 第18屆KBS演技大賞             | 人氣賞                                | 《浪漫滿屋》          | 獲獎 |
| 2004 | 第18屆KBS演技大賞             | 最佳CP賞(與Rain)                      | 《浪漫滿屋》          | 獲獎 |
| 2004 | 第41屆百想藝術大獎            | 電視部門 女子最優秀演技賞             | 《浪漫滿屋》          | 提名 |
| 2006 | 第43屆大鐘獎                  | 最佳新人女演員                        | 《我和我的女友》      | 提名 |
| 2007 | 第6屆大韓民國電影大獎         | 最佳新人女演員                        | 《黃真伊》            | 獲獎 |
| 2007 | 第28屆青龍電影獎              | 最佳女主角                            | 《黃真伊》            | 提名 |
| 2008 | 第22屆KBS演技大賞             | 女子獨幕劇優秀演技賞                  | 《他們的世界》        | 提名 |
| 2009 | 第3屆上海新娛樂全明星慈善獎   | 最具魅力慈善之星獎                    | 不適用                | 獲獎 |
| 2009 | 第43屆模範納稅人節            | 企劃財政部長官表彰                    | 不適用                | 獲獎 |
| 2011 | 第12屆年度女性電影人獎        | 最佳女演員                            | 《罪愛》              | 獲獎 |
| 2013 | 第8屆首爾國際電視節           | 韓流最佳女演員                        | 《那年冬天風在吹》    | 提名 |
| 2013 | 第2屆APAN Star Awards         | 大賞                                  | 《那年冬天風在吹》    | 獲獎 |
| 2013 | 第2屆APAN Star Awards         | 女子最優秀演技賞                      | 《那年冬天風在吹》    | 提名 |
| 2013 | 第49屆百想藝術大獎            | 電視部門 女子最優秀演技賞             | 《那年冬天風在吹》    | 提名 |
| 2013 | 第49屆百想藝術大獎            | 電視部門 女子人氣賞                   | 《那年冬天風在吹》    | 提名 |
| 2013 | 第7屆Mnet 20's精選獎          | 20年代最佳電視女演員                  | 《那年冬天風在吹》    | 提名 |
| 2013 | 第20屆SBS演技大賞             | 女子迷你劇最優秀演技賞                | 《那年冬天風在吹》    | 獲獎 |
| 2013 | 第20屆SBS演技大賞             | 十大明星賞                            | 《那年冬天風在吹》    | 獲獎 |
| 2013 | 第20屆SBS演技大賞             | 最佳CP賞(與趙寅成)                    | 《那年冬天風在吹》    | 提名 |
| 2014 | 第7屆華鼎獎                   | 最佳電影女配角                        | 《一代宗師》          | 提名 |
| 2016 | 第5屆APAN Star Awards         | 大賞                                  | 《太陽的後裔》        | 提名 |
| 2016 | 第5屆APAN Star Awards         | 中篇電視劇 女子最優秀演技賞           | 《太陽的後裔》        | 提名 |
| 2016 | 第5屆APAN Star Awards         | 最佳CP賞(與宋仲基)                    | 《太陽的後裔》        | 獲獎 |
| 2016 | 第52屆百想藝術大獎            | 電視部門 女子最優秀演技賞             | 《太陽的後裔》        | 提名 |
| 2016 | 第52屆百想藝術大獎            | 電視部門 女子人氣賞                   | 《太陽的後裔》        | 獲獎 |
| 2016 | 第52屆百想藝術大獎            | 合作媒體人氣賞                        | 《太陽的後裔》        | 獲獎 |
| 2016 | 第1屆Asia Artist Award        | Best Artist賞                         | 《太陽的後裔》        | 提名 |
| 2016 | 第30屆KBS演技大賞             | 大賞                                  | 《太陽的後裔》        | 獲獎 |
| 2016 | 第30屆KBS演技大賞             | 女子最優秀演技賞                      | 《太陽的後裔》        | 提名 |
| 2016 | 第30屆KBS演技大賞             | 迷你電視劇部門 女子優秀演技賞         | 《太陽的後裔》        | 提名 |
| 2016 | 第30屆KBS演技大賞             | 網絡女子人氣賞                        | 《太陽的後裔》        | 提名 |
| 2016 | 第30屆KBS演技大賞             | 最佳CP賞(與宋仲基)                    | 《太陽的後裔》        | 獲獎 |
| 2016 | 第30屆KBS演技大賞             | 亞洲最佳CP賞(與宋仲基)                | 《太陽的後裔》        | 獲獎 |
| 2017 | 第5屆Drama Fever Awards       | 最佳女演員                            | 《太陽的後裔》        | 獲獎 |
| 2017 | 第12屆Annual Soompi Awards    | 年度女演員                            | 《太陽的後裔》        | 獲獎 |
| 2021 | 第28屆SBS演技大賞             | 大賞                                  | 《現正分手中》        | 提名 |
| 2021 | 第28屆SBS演技大賞             | 迷你劇浪漫及喜劇部門 女子最優秀演技賞 | 《現正分手中》        | 提名 |
| 2021 | 第28屆SBS演技大賞             | 最佳CP賞(與張基龍)                    | 《現正分手中》        | 提名 |
| 2023 | 第59屆百想藝術大獎            | 電視部門 女子最優秀演技賞             | 《黑暗榮耀》          | 獲獎 |
| 2023 | 第2屆青龍系列大獎             | 大賞                                  | 《黑暗榮耀》          | 獲獎 |
| 2023 | 第2屆青龍系列大獎             | 電視劇部門 女主角賞                   | 《黑暗榮耀》          | 提名 |
| 2023 | 第5屆亞洲內容大獎&全球OTT大獎 | 最佳女主角                            | 《黑暗榮耀》          | 提名 |
| 2023 | 第59屆大鐘賞                  | 系列節目部門 最佳女演員               | 《黑暗榮耀》          | 提名 |
| 2023 | 第14屆韓國電視劇節            | 大賞                                  | 《黑暗榮耀》          | 提名 |
| 2023 | 第6屆亞洲影藝創意大獎         | 最佳女主角                            | 《黑暗榮耀》          | 提名 |
| 2023 | 第6屆亞洲影藝創意大獎         | 韓國電視劇最佳女主角                  | 《黑暗榮耀》          | 獲獎 |
| 2025 | 第61屆百想藝術大獎            | 電影部門 女子最優秀演技賞             | 《黑祭司2：闇黑修女》 | 提名 |